# 人吉市立第四中学校
人吉市立第四中学校（ひとよししりつだいよんちゅうがっこう）は、かつて熊本県人吉市西大塚町にあった公立中学校。略称「人吉四中」、通称「四中（よんちゅう）」。
2005年（平成17年）3月末をもって閉校し、人吉市立第一中学校に統合された。

## 概要
歴史
1947年（昭和22年）に「人吉市立河南中学校 大塚分校」として創立。1954年（昭和29年）に独立。2005年（平成17年）に閉校し、58年（独立51年）の歴史に幕を閉じた。
校訓
「自主・明朗・勤労」
校章
「四」と「中」の文字を組み合わせたデザインとなっている。
校歌
作詞は秋山秀樹、作曲は新井久好による。歌詞は3番まである。分校時代から人吉市立大塚小学校と同じ校歌を有していて、各番の歌詞中に「大塚」が登場する。
通学区域
人吉市のうち「田野町・西大塚町・東大塚町」、小学校区は人吉市立田野小学校区であった。

## 沿革
- 1947年（昭和22年）4月 - 「人吉市立河南中学校 大塚分校」が創立。
  - 人吉市立大塚小学校に併設される。
- 1949年（昭和24年）
  - 4月1日 - 中学校2校（河南・東陵）が統合の上、「人吉市立南中学校 大塚分校」と改称。
  - 4月28日 - 「人吉市立第一中学校 大塚分校」と改称。
- 1954年（昭和29年）4月1日 - 第一中学校から分離の上、「人吉市立第四中学校」（最終名）として独立。
- 2005年（平成17年）3月31日 - 人吉市立第一中学校への統合により閉校。
  - 校舎等は「人吉市大塚コミュニティセンター」（公民館）として活用されている。
  - 校地は人吉市東大塚町と西大塚町の境界に位置しており、住所表記は大塚小が東大塚町、人吉第四中が西大塚町となっていた。

## 交通アクセス
最寄りの幹線道路
- 国道267号

## 周辺
- 東大塚簡易郵便局
- 高仁田川